# Spilornis kinabaluensis
La culebrera de Kinabalu (Spilornis kinabaluensis) es una especie de ave accipitriforme de la familia Accipitridae endémica del norte de Borneo. Se encuentra únicamente en los bosques de las montañas entre los 1000 y 4100 m de altitud, especialmente en los bosques enanos. Donde su área de distribución solapa con la culebrera chiíla generalmente esta última se encuentra a altitudes menores. La culebrera de Kinabalu es más oscura que las subespecies de Borneo de la culebrera chiíla.
La culebrera de Kinabalu está amenazada por la pérdida de hábitat. Se encuentra en los parques nacionales de Kinabalu y de Gunung Mulu. Como los hábitats donde vive son de alta montaña normalmente son demasiado remotos para que sean explotados por la agricultura o la tala, por lo que parte de su área de distribución es más segura.